# Maria Anna von Thun und Hohenstein
Gräfin Maria Anna von Thun und Hohenstein (Maria Anna Josepha Elisabeth; * 14. November 1697 in Salzburg; † 23. Februar 1716 auf Schloss Feldsberg) war durch Heirat ein Mitglied des Hauses Liechtenstein.

## Biografie
Maria Anna war eine Tochter des Grafen Johann Maximilian von Thun und Hohenstein (1673–1701) und dessen Gemahlin Maria Theresia, geborene Gräfin von Sternberg (1678–1759).
Am 3. Februar 1716 heiratete sie in Wien den liechtensteinischen Thronfolger Joseph Johann Adam, Sohn des Fürsten Anton Florian von und zu Liechtenstein (1656–1721) und dessen Gemahlin Eleonore Barbara, geborene Gräfin von Thun und Hohenstein (1661–1723). Ihre Schwiegermutter war eine Cousine ihres Vaters. Die Ehe blieb kinderlos.
Bereits zwanzig Tage nach der Eheschließung, am 23. Februar 1716, erlag sie auf Schloss Feldsberg einer Pockenepidemie. Ihr Leichnam wurde nach Wranau überführt und in der Familiengruft bestattet. Ihr Grab ist nicht mehr erhalten und gilt als verschollen.